# Windows Me
Windows Me (Millennium Edition, Windows ME, nazwa robocza Millennium) – hybrydowy 16/32-bitowy system operacyjny z graficznym interfejsem użytkownika (GUI), wyprodukowany przez firmę Microsoft. Jego premiera miała miejsce 14 września 2000 roku.

## Windows Me a poprzednie wersje Windows
Windows Me to kontynuacja linii 95/98. Zmiany w stosunku do poprzednich wersji Windows polegają m.in. na dołączeniu programu Internet Explorer i Outlook Express w wersji 5.5 oraz pakietu Windows Media, w którego skład wchodzą: Windows Media Player 7 (wmplayer.exe), Windows Movie Maker (moviemk.exe) i Windows DVD Player (dvdplay.exe). Wraz z tymi programami użytkownik otrzymywał przewodniki po dodatku Windows Media (stworzone w technologii HTA), dostępne przez łatwe w obsłudze Centrum pomocy i obsługi technicznej (helpctr.exe dostępnym w menu Start lub jako lokacja hcp:/// w przeglądarce Internet Explorer). Większość tych programów można było ściągnąć za darmo z Internetu. Autorzy systemu duży nacisk położyli na wygodę i łatwość obsługi systemu.

## Zmiany
Największą i najbardziej kontrowersyjną zmianą w stosunku do poprzednich wersji było ukrycie dostępu do DOS-u w trybie rzeczywistym (brak opcji „Tylko wiersz poleceń” w menu startowym). Dopiero za pomocą nieoficjalnych łatek dostępnych w Internecie można było przywrócić ten dostęp. Miało to świadczyć o dojrzewaniu systemu Windows, uważanego przez wielu sceptyków za prymitywną nakładkę graficzną na system DOS i jednocześnie scalić system. System nie oferował zaawansowanych narzędzi administracyjnych (w porównaniu z Windows 2000). Zaopatrzono go natomiast w mechanizm SSDP (Universal Plug and Play), nieobecny w poprzednich wersjach (w którym szybko odkryto luki w zabezpieczeniach) i nieinstalowany podczas domyślnej instalacji (pliki ssdpsrv.exe i upnp.dll).
Nowy system odziedziczył po Windows 98 program Windows Update, ale rozszerzono go o przydatną dla początkujących użytkowników funkcję – Aktualizacje Automatyczne (pliki wupdmgr.exe, wuauboot.exe, wuauclt.exe, wuaures.dll i wuaucpl.cpl). W Panelu Sterowania pojawiła się ikona ustawień aktualizacji, gdzie użytkownik wybierał, czy aktualizacje krytyczne mają być pobierane w tle. Domyślne ustawienie to „włącz Aktualizacje Automatyczne”. Rozwiązanie miało zwiększyć bezpieczeństwo systemu, ale producent z biegiem czasu wydawał coraz mniej aktualizacji dla Windows Me. Funkcja Aktualizacji automatycznych została wprowadzona do systemu Windows XP i dodana do systemu Windows 2000 wraz z czwartym Service Packiem.
Rozszerzono także obsługę skanerów i aparatów fotograficznych, uporządkowaną w systemie Windows 2000. Odtąd można było eksplorować zawartość aparatu cyfrowego i pobierać z niego obrazy, domyślnie zapisywane w folderze Moje obrazy. Obsługa aparatów była realizowana przez model sterownika WIA – Windows Image Acquisition, zaprojektowanego dla Windows Me. Rozwiązanie to zostało zastąpione bardziej uniwersalnym mechanizmem PTP – Picture Transfer Protocol, zaimplementowanym w Windows XP. Już Windows Me oferował interfejs okienek z pytaniem typu „Co chcesz zrobić?”. Pojawiało się ono właśnie przy podpięciu aparatu cyfrowego i umożliwiało wybór między Kreatorem pobierania zdjęć, programem Kodak Imaging (obecnym w Windows Me programie do obróbki zdjęć – bardzo ubogim w funkcje) i ewentualnie innymi zainstalowanymi programami. Podobny interfejs został rozwinięty na dobre dopiero podczas prac nad Windows XP. Podczas początków pracy z Me użytkownik może zauważyć mechanizm personalizacji Menu Start, w którym rzadziej używane programy zostają ukrywane. Eksplorator Windows udostępniał od teraz opcję kompresowania plików znana pod nazwą Foldery Skompresowane (zipfldr.dll). W mechanizmie tym wykryto błędy stabilności i krytyczną lukę bezpieczeństwa (załataną). Nowy system zawierał także nowy mechanizm zarządzania energią – narzędzie Rozwiązywania problemów z zarządzaniem energią (pmres.exe).
Jedną z wad systemu Windows Me, była ograniczona obsługa kont użytkowników, brak grup użytkowników takich jak administratorzy i z ograniczeniami (funkcja wprowadzona już w Windows 2000), można było jedynie narzędziami administracyjnymi tworzyć typy kont i hasła do nich, ale specjalnych uprawnień to nie dawało.

## Nowe opcje
Millennium to także pierwszy system Microsoftu posiadający opcję Przywracanie systemu, dzięki czemu system można było odtworzyć do poprzedniego stanu. Mechanizm ten tworzył punkty kontrolne systemu, zawierające kopię zapasową niektórych plików systemu. Kopie były zapisywane w katalogu C:\_RESTORE. Niektórzy użytkownicy narzekali na „znikające” miejsce na dysku, zajmowane przez te pliki. Zdarzało się też, że pliki w folderze _RESTORE były rozpoznawane przez oprogramowanie antywirusowe jako wirusy. Pakiet Panda Antivirus oferował w związku z tym wykluczenie z przeszukiwania tego folderu.

## Wymagania sprzętowe
| Minimalne                                        | Zalecane                                         |
| ------------------------------------------------ | ------------------------------------------------ |
| Procesor Intel Pentium 150 MHz                   | Procesor Intel Pentium II 300 MHz lub szybszy    |
| 32 MB pamięci RAM                                | 64 MB pamięci RAM                                |
| 320 MB wolnego miejsca na dysku                  | 2 GB wolnego miejsca na dysku                    |
| Karta VGA (640*480) 16 kolorów                   | Karta SVGA                                       |
| Napęd CD-ROM lub DVD-ROM                         | Napęd CD-ROM lub DVD-ROM                         |
| Klawiatura oraz urządzenie wskazujące (np. mysz) | Klawiatura oraz urządzenie wskazujące (np. mysz) |

Za pomocą polecenia setup.exe z parametrem /nm można zainstalować Windows Me na komputerze o procesorze słabszym niż 150 MHz.
Windows Millennium to ostatni system Windows, który w ogóle nie wymaga aktywacji.

## Zakończenie udzielania pomocy technicznej
11 lipca 2006 oficjalnie zakończono udzielania wsparcia technicznego dla tego systemu wraz z Windows 98 SE. Oznacza to, że niedostępna stała się pomoc telefoniczna oraz w przyszłości nie zostaną opublikowane żadne aktualizacje krytyczne, nawet w wypadku wykrycia bardzo poważnej, nowej luki w bezpieczeństwie. Producent zalecał aktualizację systemu do wersji Windows XP (któremu także zakończyło się wsparcie 8 kwietnia 2014). Strona domowa systemu w wersji angielskiej przekierowuje do bazy pomocy technicznej lub strony głównej Windows.

## Następcy
Windows Millennium Edition był ostatnim systemem operacyjnym Windows z rodziny 9x i nie ma bezpośredniego następcy opartego na tej architekturze. Kolejny system operacyjny przeznaczony dla domowych użytkowników to Windows XP Home Edition – pierwszy system dla użytkowników domowych oparty na jądrze Windows NT, uznawany przez producenta jako oficjalny następca Windows Me.